# N388 (België)
De N388 is een gewestweg in België bij de plaats Westende. De weg verbindt de N34 met de N318 via de Henri Jasparlaan en heeft een lengte van ongeveer 800 meter.
De gehele weg bestaat uit twee rijstroken voor beide rijrichtingen samen.